# عفاف عبد ربه
عفاف عبد ربه هي إعلامية ورئيسة الجالية المصرية في آيرلندا، ورئيس الاتحاد العام للمصريين بالخارج فرع آيرلندا.

الشمالية.والحاصلة علي وسام الأمبراطورية البريطانية من الملكة اليزابيث الثانية.

## حياتها ونشأتها[1][2]
- ولدت في الأسكندرية ، وتخرجت من كلية الاعلام - جامعة الأسكندرية
- عملت في التلفزيون المصري لمدة (12) عاماً
- سافرت مع زوجها الدكتور محمد فوزي إلي المملكة المتحدة.

## مسيرتها
- عملت كرئيسة تحرير لمجلة crossing the bridge magazine
- عملت كمراسلة صحفية للعديد من الجرائد المصرية والمجلة الكويتية .
- ساعدت في تأسيس الجمعية المصرية لشمال ايرلندا والتي عملت علي توحيد العرب والمصريين تحت المظلة المصرية.
- تعمل منذ 2006م علي خدمة أبناء الجالية المصرية وكل عام يتم إعادة انتخابها وذلك للثقة العاليه فيها.[3]
- ساهمت بشكل كبير في مناهضة العنصرية والتميز في المجتمع الآيرلندي من خلال تعزيز العلاقات بين الجاليات المسلمة والجماعات ذات العرقية الدينية المختلفة واذابة الفوراق بينها ؛ مما نتج عنه اندماج وتفاهم وتعايش فيما بينهم.[4]

## جوائز
- منحت وسام الإمبراطورية البريطانية.[5]
- حصلت علي العديد من الجوائز الفخرية من الخدمات الشرطية بشمال آيرلندا ومن برلمان جمهورية آيرلندا الشمالية.

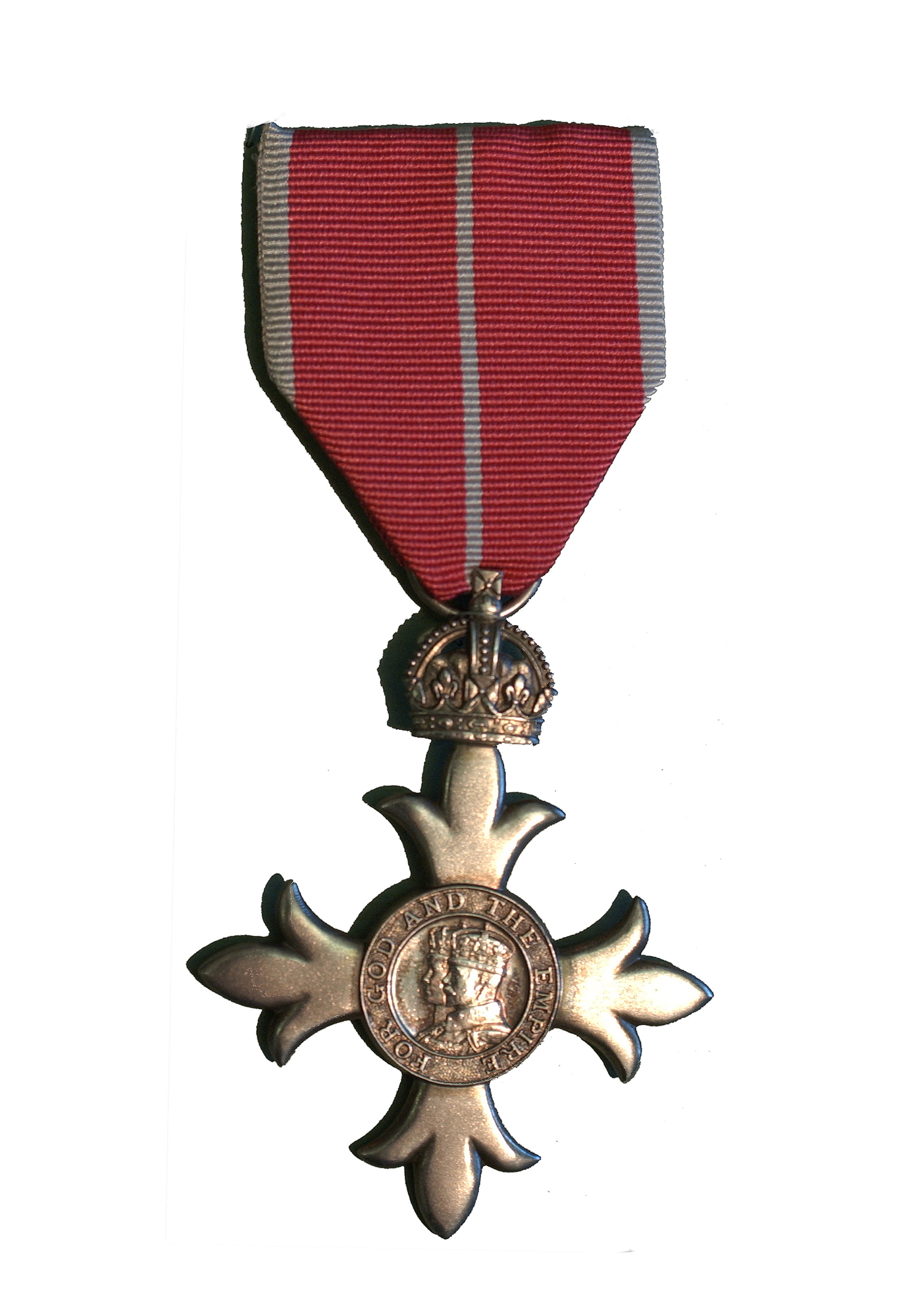

- حاصلة علي وسام الأمبراطورية البريطانية(MBE) من الملكة اليزابيث الثانية في مارس 2021م وذلك لجهودها في تعزيز العلاقات بين المملكة المتحدة ومصر ومناهضة التميز العنصري في آيرلندا الشمالية ، وقد تسلمت الجائزة من الأميرة "آن" ابنة الملكة اليزابيث الثانية .[6]
- واحدة من ثلاث سيدات مصريات تم تكريمهن من الأميرة اليزابيث الثانية ، وهي أيضاً آخر شخصية مصرية كرمتها الملكة الراحلة.[7][8]
- شاركت أكثر من مرة في مؤتمر الكيانات المصرية في الخارج والذي يقام كل عام لمناقشة أوضاع الجاليات في الخارج وربطهم بوطنهم الأم.
- إحدي المكرمات في مؤتمر " مصر تستطيع بالتاء المربوطة" القاهرة 2017م